# Глен Мор
Глен Мор (на английски: Glen More) е долина-грабен в Шотландия, Великобритания.
Разположена е в пределите на дълга и тясна тектонска падина между Грампианските планини на югоизток и Северозападната планинска земя (част от Северошотландската планинска земя) на северозапад. Простира се на протежение от 97 km от залива Морей Фърт на североизток до залива Лах Лини на югозапад. Почти повсеместно долината е заета от торфища и мочурища. Има няколко ледникови езера, две от които (Лох Нес и Лох Лохи), съединени помежду си и със съседните морета чрез плавателния Каледонски канал, който на североизток започва при град Инвърнес и завършва на югозапад при град Форт Уилям.